# Pure Instinct
Pure Instinct es el decimotercer álbum de estudio de la banda alemana de hard rock y heavy metal Scorpions, publicado en 1996 por East West Records a nivel internacional y por Atlantic Records en los Estados Unidos. En 1994 el grupo modificó sus contratos corporativos, ya que dejó PolyGram para firmar con Warner Music International y terminó su vínculo con la empresa del mánager Doc McGhee para cambiarse a Part Rock Management & Hard to Handle Management de Stewart Young y Steve Barnett. A partir de entonces, Scorpions se dispuso a trabajar en un nuevo álbum, sabiendo que el auge del rock alternativo y grunge le había quitado la otrora popularidad al hard rock y heavy metal. En la preproducción, la banda decidió no competir con las agrupaciones de rock alternativo y prefirió explorar en su propio estilo para mantenerse vigente en la industria. Es por esa razón que decidió hacer un «álbum enfocado en las emociones y relaciones humanas básicas», ejemplificado mayormente en power ballads. 
Para la grabación, iniciada en diciembre de 1995, contó con el músico de sesión alemán Curt Cress, ya que el baterista Herman Rarebell renunció porque no estaba de acuerdo con este nuevo enfoque musical. La producción la realizó la banda junto con su ingeniero de sonido Erwin Musper, después de que la idea de contar con varios productores no pudo concretarse. Sin embargo, East West rechazó la primera maqueta y solicitó a Keith Olsen que la revisara y realizara los cambios necesarios, lo que alargó el proceso de grabación en tres meses. Las canciones, escritas mayormente por Klaus Meine y Rudolf Schenker, poseen bastante melodía, experimentación y como puntos fuertes, «tintineos de guitarra acústica y otras narraciones imaginativas» según Meine.
Una vez que salió al mercado, recibió reseñas mixtas por parte de la crítica especializada; varios medios de la época destacaron su sonido, los ganchos melódicos y la vigencia de la banda, mientras que la más contemporánea lo ha considerado como uno de sus peores discos debido al exceso de power ballads, la falta de hard rock y su acercamiento al pop rock. En términos generales, logró ventas regulares en varios mercados, aun así consiguió certificaciones discográficas en Alemania, Finlandia, Francia y Portugal. No obstante, obtuvo un mayor éxito en los países del sudeste asiático pues obtuvo disco de oro en Corea del Sur y Singapur, platino en Indonesia y Tailandia, y un séxtuple platino en Malasia.
Para promocionarlo, se publicaron cinco sencillos: «You and I», «Does Anyone Know», «Wild Child», «When You Came Into My Life» y «Where the River Flows», que en general lograron una atención mínima en las listas musicales. De ellos, «You and I» alcanzó posiciones medias en los recuentos europeos, aunque destacó su cuarto puesto en el de República Checa y el noveno en el Adult Contemporary Europe de la revista paneuropea Music & Media. Por su parte, el 1 de mayo de 1996 en Kuala Lumpur (Malasia) comenzó la gira Pure Instinct Tour, que les permitió tocar en Asia, Europa, Norteamérica y Latinoamérica hasta el 1 de julio de 1998. Gracias a ella, Scorpions se presentó por primera vez en Corea del Sur, Malasia, Líbano, Bielorrusia, Ucrania y Rusia.

## Antecedentes

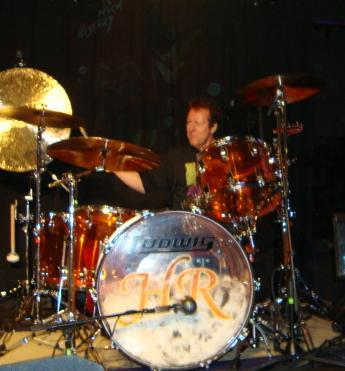
El baterista Herman Rarebell dejó la banda en 1995, luego de que no estuviera de acuerdo con el enfoque musical del álbum

En 1993 Scorpions publicó el álbum de estudio Face the Heat, que presentó un sonido más agresivo y pesado en comparación a sus producciones 
anteriores. La banda tomó esa decisión porque no quería replicar la misma fórmula comercial que dio como resultado a Crazy World de 1990 — y en especial, al sencillo «Wind of Change»—, sabiendo de antemano que ese nuevo enfoque significaría obtener una menor venta discográfica en contraste a ese disco. A pesar de aquello, en un año se vendieron más de 1,8 millones de copias a nivel mundial. El álbum, además, recibió reseñas mixtas por parte de la prensa especializada y desde el punto de vista del crítico Martin Popoff, Face the Heat da término a la «era dorada de la banda». Aunque él postula varias hipótesis que derivaron en ese hecho, señaló como principales: el «fin de la formación clásica» luego de la salida del bajista Francis Buchholz en 1992, el nulo interés de componer por parte del baterista Herman Rarebell y la intervención en demasía del productor Bruce Fairbairn en temas corporativos. A su vez, su respectiva gira promocional fue más acotada que las anteriores, debido a la baja popularidad que sufrían por entonces las agrupaciones de hard rock y heavy metal —particularmente en los Estados Unidos— ante el auge del grunge.
Por su parte, en abril de 1993 PolyGram, empresa matriz de Mercury Records, decidió trasladar todos los artistas del sello estadounidense —incluido a Scorpions— a la europea Phonogram. Uno de los pocos trabajos de la agrupación con la compañía europea fue el sencillo «White Dove» de 1994, publicado como una colaboración con UNICEF para reunir fondos para los refugiados de la guerra civil en Ruanda. La canción es un arreglo realizado por Klaus Meine y Rudolf Schenker de la pista «Gyöngyhajú Lány» de la banda húngara de rock progresivo Omega. La versión ingresó en algunas listas musicales, por ejemplo llegó hasta los puestos 84 y 6 en las listas paneuropeas European Top 100 Singles y Adult Contemporary Europe, respectivamente, a principios de 1995. Aunque a mediados de 1993 se anunció una negociación para que la banda fuese parte del conglomerado BMG Music, finalmente Scorpions llegó a un acuerdo en julio de 1994 con Warner Music International, contrato que significaba que sus futuros álbumes serían editados por East West Records en Europa y por Atlantic Records en los Estados Unidos. La firma de la banda con East West se concretó finalmente en diciembre de 1994.
En abril de 1995 Polygram, solo por «compromisos contractuales», lanzó al mercado el álbum en vivo Live Bites a través de Mercury Records, que incluía como bonus tracks las canciones de estudio «White Dove», «Heroes Don't Cry» y «Edge of Time». Por aquel mismo tiempo, la banda dejó la empresa del mánager Doc McGhee y firmó con Part Rock Management & Hard to Handle Management de Stewart Young y Steve Barnett. Con todos los cambios «estructurales corporativos» concretados, los músicos se dispusieron a trabajar en un nuevo álbum de estudio, pero Herman Rarebell dejó la banda antes de iniciar la grabación. La decisión del baterista se debió a que para Face the Heat había perdido el interés de componer y porque no le agradó la dirección musical de las nuevas canciones presentadas por Meine. Durante la preproducción, el baterista renunció para comenzar un enorme emprendimiento: lanzar el primer sello discográfico de Mónaco con la ayuda del príncipe Alberto II. Llamado simplemente Monaco Records, el proyecto vio la luz el 3 de mayo de 1996.

## Grabación
Inicialmente, la banda acordó grabar el álbum en siete días en los estudios Wisseloord de Hilversum (Países Bajos) y Scorpio Sound de Hannover (Alemania). Este último era de propiedad del guitarrista Rudolf Schenker, que de hecho no era un estudio per se, sino el sótano de su casa acondicionado con los equipos necesarios para grabar. La idea de hacerlo en el lugar de Schenker fue porque se habían cansado de los recintos externos, a la vez que se sentían más relajados trabajando en algo propio. Cabe señalar que desde Savage Amusement (1988) la banda utilizaba el Scorpio Sound Studios para realizar la preproducción de sus álbumes o para registrar partes adicionales. Por otro lado, ante la salida de Rarebell, la banda contó con el baterista Curt Cress, quien tenía una amplia trayectoria en Alemania como músico de sesión. Adicionalmente, tuvo como invitados al percusionista Pitti Hecht y a los teclistas Luke Herzog y Koen van Bael.
La idea de Scorpions era hacer el álbum con diferentes productores, entre ellos Keith Olsen y Bruce Fairbairn, quienes ya habían trabajado con la 
banda en los discos Crazy World (1990) y Face the Heat (1993), respectivamente. A pesar de que ambos aceptaron, inclusive Fairbairn iba hacerse el tiempo de cooperar ya que para entonces estaba haciendo un álbum de The Cranberries, finalmente el proyecto no prosperó. No obstante, Olsen alcanzó a coproducir las canciones «Wild Child» y «When the Came Into My Life», las que grabaron en sus estudios Goodnight LA de Los Ángeles en diciembre de 1995. Por consiguiente, los músicos optaron por producir ellos mismos las demás pistas junto con su ingeniero de sonido Erwin Musper; de hecho era la primera vez que el neerlandés hizo de productor. Sin embargo, una vez terminadas las cintas, el sello discográfico las rechazó porque no estaba conforme del todo con el resultado. Es por ese motivo que East West le solicitó a Olsen que las revisara y les sugiriera eventuales correcciones. De acuerdo con el estadounidense, la decisión de Scorpions de hacer el álbum sin asistencia y con un ingeniero que no tenía los conocimientos necesarios para producir, les jugó en contra.
En definitiva, Olsen le entregó al sello una lista con cincuenta cambios, las cuales realizó en los estudios Düsseldorf en cerca de cinco semanas. Esas modificaciones reestructuraron el plan de grabación, puesto que de los siete días originales pasó a cerca de tres meses. Una vez que se dispuso a mezclar las canciones, East West «demandó» que esa labor la hiciera Musper, lo que generó una disputa entre el sello y los dos productores. Realizadas en los estudios Wisseloord por Musper, Olsen consideró que la mezcla y el arreglo «no tenían ningún sentido» y «eran horribles». Desde el punto de vista del bajista Ralph Rieckermann, Musper «es un tipo increíble», pero «no tiene realmente una visión artística como un productor auténtico». Por su parte, la masterización la realizó George Marino en los estudios Sterling Sound de Nueva York.

## Composición

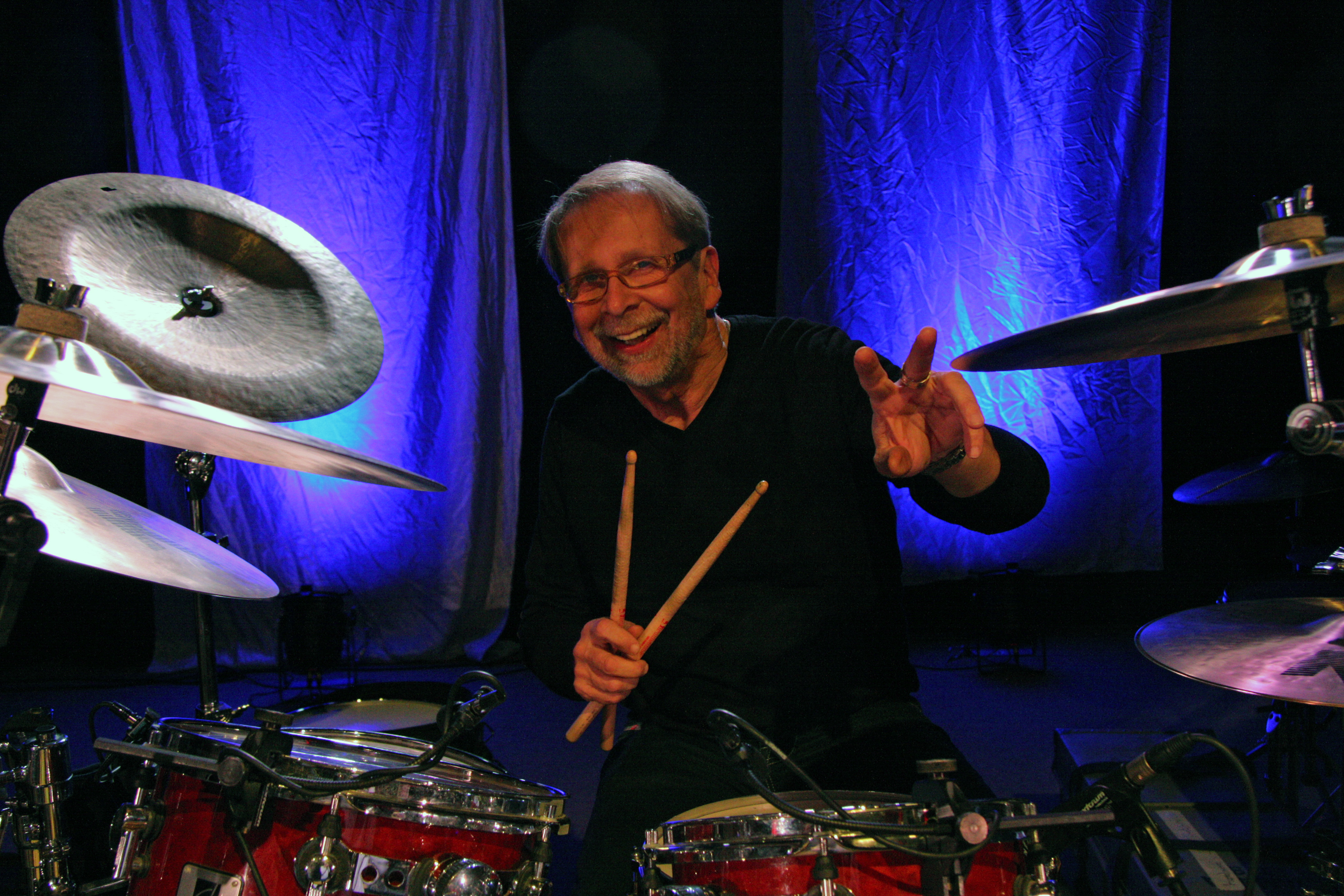
Ante la renuncia de Rarebell, la banda contó con el músico de sesión alemán Curt Cress, quien tocó la batería y la percusión

La llegada de la década de los noventa supuso un cambio en el paradigma musical, debido a la arremetida de las bandas de rock alternativo y grunge. Si bien Scorpions ya era consciente de ello cuando compuso las canciones de Face the Heat a mediados de 1992, la popularidad de esos subgéneros musicales había crecido exponencialmente para cuando terminó la gira de conciertos Face the Heat Tour en 1994. Meine comentó que: «Nos dimos cuenta de que no éramos competencia con las nuevas bandas y miramos a nuestro alrededor para ver dónde estarían los Scorpions en la década de 1990». Según Schenker, tomaron la situación con calma y optaron por no batallar contra el rock alternativo, sino explorar en su propio estilo para poder mantenerse vigentes. Es por ese motivo que resolvieron orientarse a su lado más sentimental y hacer un «álbum enfocado en las emociones y relaciones humanas básicas», ejemplificado mayormente en power ballads. Pure Instinct posee bastante melodía, experimentación y como puntos fuertes, «tintineos de guitarra acústica y otras narraciones imaginativas» según Meine.
Las canciones fueron principalmente escritas por Rudolf Schenker y Klaus Meine, salvo tres que compuso en solitario el vocalista y una que contó con la participación de dos artistas indonesios. En un análisis, el crítico Martin Popoff señala que el álbum tiene un «comienzo bastante fuerte» con «Wild Child», a la que llamó «un genial tipo de hard rock melódico, [pero] no es un abridor intransigentemente pesado como de costumbre». A partir de entonces, «But the Best for You» y «Does Anyone Know» —escritas solo por Meine— presentan el lado más suave de la banda, articulado precisamente por el vocalista. Según Popoff, la primera «no es un desastre, pero es demasiado pomposa sobre todo para ser la pista dos», mientras que la otra es una «balada». «Stone In My Shoe» es una canción de rock, donde Schenker y Matthias Jabs, al momento del estribillo, «rasguean una variación endurecida de los acordes sesenteros, no sin sofisticación». Meine escribió parte de su letra en los Estados Unidos, pero estimó que el gancho no era suficientemente fuerte. Mientras viajaba en avión hacia Frankfurt, una turbulencia lo despertó en medio del océano Atlántico y curiosamente lo inspiró para terminarla.
Por su parte, «Soul Behind the Face» es «más ligera», una «canción seria con letras inusualmente inteligentes y empáticas, esencialmente una balada triste con ritmo». «Oh Girl (I Wanna Be With You)» es otra pista de rock, en cuya introducción hay un doo wop y «algunos toques excéntricos». En esta en particular, la banda quería incursionar en un terreno nuevo: «usar colores diferentes para hacerla interesante» según Schenker. Popoff señaló que acá es evidente el «raro arreglo» cuestionado por Olsen. Por cierto, esta iba a ser la pista inicial del álbum antes de decidirse por «Wild Child». «When You Came Into My Life» es una «power ballad apasionada», escrita cuando la gran mayoría de las canciones estaban listas. Según Meine, en 1995 él y Schenker fueron invitados a participar de un taller de composición en Bali (Indonesia) junto a cuarenta compositores de todo el mundo, con el fin de unificar los talentos de Oriente y Occidente, y cooperar con la mayor cantidad de canciones posibles. Siendo los únicos representantes de Europa, «When You Came Into My Life» la coescribieron con la vocalista Titiek Puspa y el compositor James F. Sundah. Si bien compusieron más pistas con otros artistas asiáticos, esta fue la única que le vieron el potencial de estar en uno de sus discos, porque es una «típica canción de Scorpions» según el vocalista.

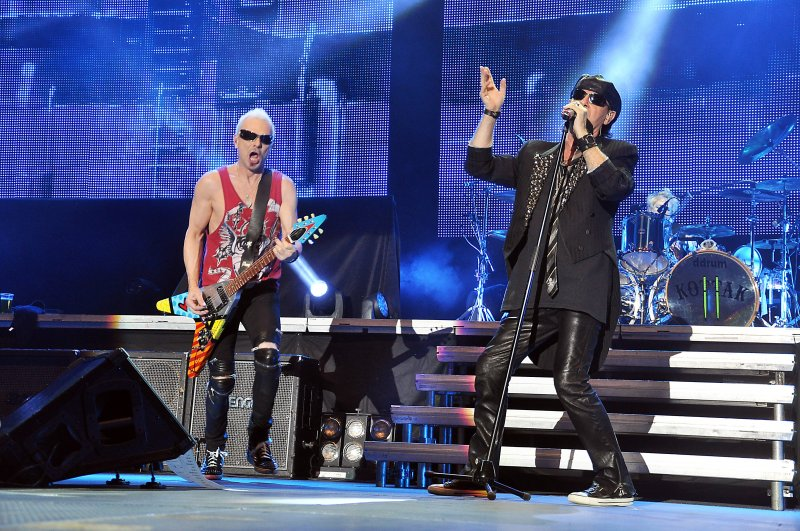
Las canciones fueron escritas mayormente por los principales compositores de la banda, el vocalista Klaus Meine y el guitarrista Rudolf Schenker

«Where the River Flows» es una pista de «ritmo medio con aires de música folk, con una melodía triste y un estribillo contagioso». «Time Will Call Your Name» es «otra canción inteligente de soft rock», con «texturas zeppelianas», una «percusión de buen gusto y un descanso raro pero refrescante». «You and I», la última del álbum escrita únicamente por Meine, es otra balada, pero «empalagada de la senda del pop de los sesenta». El álbum termina con «Are You the One?», una power ballad «muy suave, al estilo de The Beatles», que de hecho fue una de las primeras que compusieron. En 1995, Bonnie Tyler, que pertenecía al mismo sello discográfico que Scorpions, la versionó con el título de «You're the One» para su álbum Free Spirit. Meine se la ofreció después de que East West le solicitara una composición para la cantante. Una vez en el estudio de grabación, Musper encontró la maqueta grabada por la banda y sugirió incluirla en el disco. Aunque no podían usarla por asuntos contractuales, llegaron a un acuerdo de que si la querían, tenían que hacerla diferente, así que le añadieron una sección de cuerdas y retomaron su título original.
Con el paso de los años, el proceso creativo del álbum ha sido objeto de críticas por parte de los propios músicos y de Olsen. De hecho, el productor consideró que las canciones eran «realmente terribles y aburridas». El bajista Ralph Rieckermann señaló que «Pure Instinct fue como "la, la, la" (...) si escuchas las letras, para mí, suenan como escritas por un quinceañero. Hay un par de canciones que son bonitas, pero eso son exactamente. Son bonitas, pero simplemente no hay pelotas». Schenker, por su parte, comentó que lo consideraba un buen álbum, pero sus canciones «eran muy derechas, muy europeas y demasiado bonitas». En su análisis retrospectivo, el guitarrista hizo una analogía: «Es como cuando tienes una rosa sin espinas, la rosa ya no es una rosa. Con Pure Instinct las espinas se perdieron».

## Lanzamiento y portada
Pure Instinct salió a la venta el 3 de mayo de 1996 por East West Records para la mayoría de los países y por Atlantic Records para los Estados Unidos. Solo en Japón se agregó como bonus track a «She's Knocking at My Door», escrita por Schenker y Meine. De acuerdo con Popoff, es una «fuerte canción de rock» y presenta «una singular progresión del pop de los sesenta». Aunque se omitió en los demás lanzamientos, el canadiense señaló que «era mucho más inteligente que "Kicks After Six" o "Tease Me Please Me"», ambas del álbum Crazy World de 1990.
El director artístico británico Jo Mirowski creó el concepto de la portada, mientras que la fotografía la tomó su coterráneo Gered Mankowitz. La imagen muestra a varios animales salvajes observando a una familia humana encerrada en una jaula. En los Estados Unidos, la carátula tuvo que modificarse porque Wal-Mart, uno de los principales distribuidores de discos de ese país, presentó una queja al sello porque los humanos (un hombre, una mujer y un bebé) aparecían desnudos. Es por esa razón que más tarde el disco se imprimió con una nueva portada en la que figuraba un montaje fotográfico de los cuatro miembros de la banda; recordar que para entonces Scorpions no tenía baterista.

## Promoción

### Sencillos

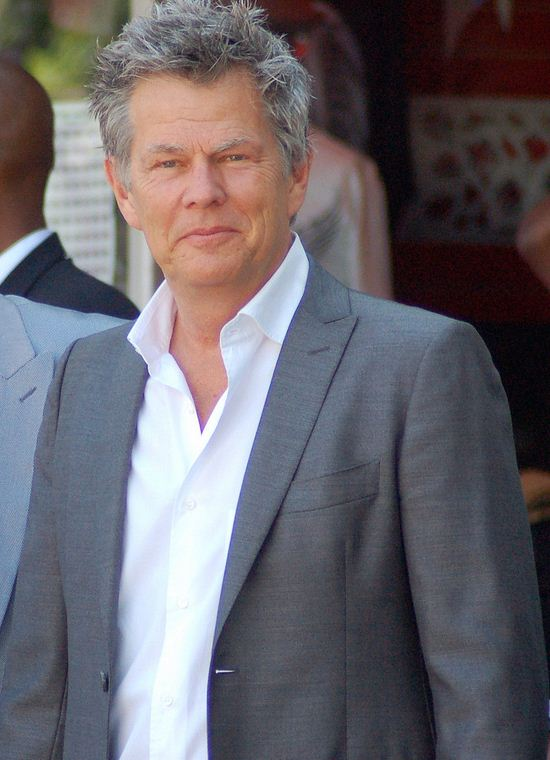
El canadiense David Foster produjo la versión sencillo de «When You Came Into My Life», dándole un toque adult contemporary

Para promocionar el álbum se lanzaron cinco sencillos en un lapso de un año: «You and I», «Does Anyone Know», «Wild Child», «When You Came Into My Life» y «Where the River Flows». El primero salió al mercado el 29 de marzo de 1996 —únicamente en Europa y Asia— y fue el que mejor repercusión consiguió en las listas musicales. Editado en el formato disco compacto, incluía la versión original, una acortada y a «She's Knocking at My Door». Ingresó en los recuentos de varios países europeos en posiciones medias, sin embargo, en República Checa alcanzó el puesto 4, mientras que en la lista Adult Contemporary Europe desarrollada por la revista Music & Media consiguió la novena casilla. Por otro lado, solo en los Estados Unidos, se publicó como primer sencillo a «Wild Child» debido a que las radios estadounidenses eran más propensas a tocar canciones de hard rock y no power ballads como ocurría en Europa. El 22 de junio de 1996 logró como máxima posición el puesto 19 en la lista Mainstream Rock Tracks de la revista Billboard.
«Does Anyone Know» contó con una versión en vivo de «Stone in My Shoe», grabada el 5 de junio de 1996 en El Paso (Estados Unidos). Tuvo casi una nula atención en las listas musicales, ya que solo llegó hasta el puesto 81 en la alemana. Por su parte, antes de terminar 1996, salió a la venta «When You Came Into My Life» como cuarto sencillo y presentaba a la canción inédita «Kiss of Borrowed Time» y una versión en vivo de «Wild Child», registrada el 24 de agosto de 1996 en el festival Rock am Meer de Bremerhaven (Alemania). La edición del sencillo fue producida por David Foster en los estudios Record Plant de Nueva York y se diferencia de la original porque el canadiense le dio un toque de adult contemporary con piano y teclados. Por último, en 1997 se editó «Where the River Flows» y contó con las versiones en directo de «You and I», «Oh Girl (I Wanna Be With You)» y «Loving You Sunday Morning», todas grabadas en el festival Rock am Meer. Tanto «When You Came Into My Life» como «Where the River Flows» solo alcanzaron la casilla 97 en la lista musical alemana.

### Gira de conciertos
La gira de conciertos Pure Instinct Tour comenzó el 1 de mayo de 1996 en el Hard Rock Café de Kuala Lumpur (Malasia). A partir del 5 de junio en El Paso (Texas), comenzó la sección norteamericana con conciertos en los Estados Unidos y Canadá. Cabe señalar que ese espectáculo fue el primero con el baterista James Kottak, que ingresó a la banda tras la grabación del álbum. Las fechas por la Norteamérica anglosajona se llevaron a cabo entre junio y mediados de agosto, principalmente en teatros, anfiteatros, centro de convenciones y, en determinadas ciudades, en arenas. Esta parte fue coliderada con Alice Cooper; en ciertos conciertos cerraba la noche el estadounidense y en otras los alemanes. Luego de presentarse en el festival Rock am Meer en Bremerhaven, en donde se grabaron varias de las canciones de los sencillos, Scorpions dio cuatro conciertos en Asia: dos en Japón, uno en Corea del Sur y otro en Malasia.
Desde el 5 de octubre hasta el 11 de noviembre la banda realizó la primera sección por Europa continental con Gotthard como teloneros, que le permitió tocar en nueve países. El 30 de noviembre, Scorpions logró ser la primera agrupación de hard rock en presentarse en Beirut (Líbano), después del término de la guerra civil libanesa. La última presentación de 1996 aconteció el 3 de diciembre en Atenas (Grecia). La gira continuó en 1997, primero con una segunda parte europea (entre el 11 de mayo y el 19 de julio) y tres fechas en octubre en Alemania. Por su parte, en noviembre la banda tocó en Latinoamérica con cuatro fechas en Brasil, dos en México, una en Chile y otra en Argentina. De hecho, el 23 de noviembre en Buenos Aires se celebró el último show de 1997. El tour culminó el 1 de julio de 1998 en Oulu (Finlandia), después de tan solo tres fechas en ese año. Gracias al Pure Instinct Tour, Scorpions tocó por primera vez en Corea del Sur, Malasia, Líbano, Bielorrusia, Ucrania y Rusia.

## Recepción

### Crítica especializada
Pure Instinct recibió reseñas mixtas por parte de la prensa especializada, tanto de la época como contemporánea. Daina Darzin de la revista estadounidense Cashbox lo llamó «otro gran álbum de Scorpions», con «grandes ganchos melódicos, una gran cantidad de grandilocuencia de power chords y algo de variedad en forma de groove de ritmo medio». Además, Darzin comentó que a diferencia de otras bandas que sucumbieron ante el grunge, Scorpions supo aprovechar su éxito en Europa para mantenerse vigente. La publicación canadiense RPM también destacó la vigencia de la banda, puesto que «son uno de los pocos grupos que han quedado fiel al heavy metal, mientras evoluciona con gracia». Sobre el estilo del álbum, comentó: «las piezas más suaves ("Does Anyone Know", "When You Came Into My Life") dominan las más duras, aunque la solidez duradera es digna de elogios por decir lo menos ("Soul Behind the Face", "Where the River Flows")». Aunque criticó uno o dos momentos incómodos, como «Are You the One?», en resumen es: «un logro soberano de una de las verdaderas bandas suntuosas del rock». Loh Keng Fatt, del periódico The Straits Times, dijo que el álbum posee un «rock rancio y baladas blandas que deberían haber pasado a la historia junto con el muro de Berlín» e ironizó diciendo que «lo único nuevo aquí es que el guitarrista Rudolf Schenker tiene un nuevo corte de pelo».
Alejandro Leal del semanario mexicano Epoca señaló que su sonido era «poderoso y enérgico». El escritor Silvio Ricci en su libro Hard Rock Emotions indicó que, aunque la banda se acerca al pop rock tanto en este disco como en Eye II Eye (1999), «la bondad de la propuesta musical nunca falla». El crítico canadiense Martin Popoff puntualizó que debería ser tratada como «una de las joyas ocultas del catálogo de Scorpions» ya que, «a pesar de la falta de hard rock, más allá de una o dos pistas como máximo, hay algunas composiciones con clase para tener y escuchar». Además, concluyó: «Pure Instinct es realmente un buen álbum, simplemente no es, como se diría en estas situaciones, un buen álbum de Scorpions». Richard Paton, del periódico Toledo Blade, destacó las canciones «Does Anyone Know» y «Oh Girl (I Wanna Be With You)», y comentó que el álbum «mezcla un rock and roll poderoso con baladas que muestran los instintos pop del grupo».
Barry Weber, del sitio web AllMusic, dijo que aunque faltaba hard rock, «algunas de las mejores canciones de los Scorpions aparecen en este álbum». Destacó la madurez en la composición en «Does Anyone Know», «Soul Behind the Face» y «When You Came Into My Life», llamó a «Wild Child» «ruidosa» y a «But the Best for You» «dramática» y resaltó que «habla de ciertas emociones que los Scorps no han expresado en muchos años». Al final de su reseña determinó: «Si bien puede que no sea un álbum de rock como muchos fanáticos esperaban, sigue siendo un álbum que puede valer mucho la pena». Eduardo Rivadavia de Ultimate Classic Rock, en su lista de los álbumes de la banda ordenados de peor a mejor, posicionó a Pure Instinct en el puesto diecisiete. En su reseña, lo calificó de «desafortunado» y «estaba atípicamente repleto de baladas (...) Nada de lo cual habría sido un problema, eso sí, si las canciones en cuestión hubieran sido decentes». En un recuento similar, Malcolm Dome de Classic Rock también lo ubicó en esa posición y estimó que «la producción fue demasiado fluida». Dome continuó: «Las canciones en sí no son del todo malas, y da la sensación de que, con una producción más comprensiva, "Wild Child", "You And I" y "Does Anyone Know?" podría haber sido excepcional, pero aquí, se deslizan y caen».

### Comercial
Una vez en el mercado, Pure Instinct logró una regular venta discográfica en términos generales, cuyo éxito lo consiguió mayormente en algunos países de Europa continental, pero sobre todo, en el sudeste asiático. En Alemania, el 13 de mayo de 1996 debutó en el puesto 99 y a la semana siguiente saltó hasta el octavo, su máxima posición alcanzada en el Media Control Charts. En total, estuvo en mencionada lista por veintidós semanas. En el mismo año la Bundesverband Musikindustrie (BMVI) lo certificó de disco de oro, por vender más de 250 000 copias en ese país. En Francia logró la casilla once en la lista musical nacional y en 1996 la Syndicat National de l'Édition Phonographique (SNEP) le confirió de disco de oro, luego de vender más de 100 000 copias. Hasta el 2018, la empresa francesa Infodisc estimó sus ventas en ese país en 144 600 unidades, sin tener en cuenta streaming. En Finlandia logró situarse en el décimo lugar del Suomen virallinen lista y en el mismo año la Musiikkituottajat le entregó un disco de oro por superar las 25 000 unidades. Asimismo, la organización estimó sus ventas en 29 059 a mediados de los años 2000.
Para la semana del 7 de septiembre alcanzó el quinto lugar en la lista de Portugal, mientras que en noviembre la Associação Fonográfica Portuguesa (AFP) le entregó un disco de oro en representación a 20 000 copias comercializadas. En los demás países europeos, Pure Instinct consiguió las casillas 14 en el Top 40 Album de Hungría; 15 en el Schweizer Hitparade de Suiza; 20 en el Ö3 Austria Top 40 de Austria; 37 en el Ultratop de Bélgica —región Valona—; 38 en el Sverigetopplistan de Suecia y 95 en el Dutch Top 100 Albums de los Países Bajos. El 1 de junio de 1996 se situó en el lugar diecinueve en la lista European Top 100 Albums de la revista paneuropea Music & Media, gracias a sus ventas en Bélgica, Dinamarca, Finlandia, Francia, Portugal, Suecia y Suiza.
La situación en la Norteamérica anglosajona fue «decepcionante». En los Estados Unidos, solo estuvo por tres semanas en la lista Billboard 200 y el 8 de junio de 1996 logró el puesto 99. En el recuento desarrollado por la revista Cashbox, el álbum debutó en la casilla 49 como máxima posición. Por el contrario, Pure Instinct tuvo un gran éxito en varios países del sudeste asiático. El mismo día de su lanzamiento la organización malaya Recording Industry Association of Malaysia (RIM) lo certificó de triple platino, y antes finalizar el año consiguió un quíntuple platino, por superar las 125 000 unidades vendidas. En abril de 1999 sus ventas en ese país sobrepasaban las 150 000 copias, equivalente a un séxtuple disco de platino. Para la edición del 30 de noviembre de 1996, la revista Billboard reportó que el álbum había logrado certificaciones de platino en Indonesia y Tailandia, y de oro en Corea del Sur y Singapur.

## Lista de canciones
| N.º | Título                          | Escritor(es)                                   | Duración |  |
| 1.  | «Wild Child»                    | Schenker, Meine                                | 4:20     |  |
| 2.  | «But The Best For You»          | Meine                                          | 5:21     |  |
| 3.  | «Does Anyone Know»              | Meine                                          | 6:00     |  |
| 4.  | «Stone In My Shoe»              | Schenker, Meine                                | 4:35     |  |
| 5.  | «Soul Behind The Face»          | Schenker, Meine                                | 4:01     |  |
| 6.  | «Oh Girl (I Wanna Be With You)» | Schenker, Meine                                | 3:51     |  |
| 7.  | «When You Came Into My Life»    | Schenker, Meine, Titiek Puspa, James F. Sundah | 5:14     |  |
| 8.  | «Where The River Flows»         | Schenker, Meine                                | 4:12     |  |
| 9.  | «Time Will Call Your Name»      | Schenker, Meine                                | 3:25     |  |
| 10. | «You and I»                     | Meine                                          | 6:16     |  |
| 11. | «Are You The One?»              | Schenker, Meine                                | 3:12     |  |

| Pista adicional en la edición japonesa |                             |                 |          |  |
| N.º                                    | Título                      | Escritor(es)    | Duración |  |
| 12.                                    | «She´s Knocking At My Door» | Schenker, Meine | 3:21     |  |

## Posicionamiento en listas semanales
| País/Continente | Lista (1996)              | Posición |
| --------------- | ------------------------- | -------- |
| Alemania        | Media Control Charts      | 8        |
| Austria         | Ö3 Austria Top 40         | 20       |
| Bélgica         | Ultratop (Valonia)        | 37       |
| Estados Unidos  | Billboard 200             | 99       |
| Estados Unidos  | Cashbox Top 100 Albums    | 49       |
| Europa          | European Top 100 Albums   | 19       |
| Finlandia       | Suomen virallinen lista   | 10       |
| Francia         | French Albums Chart       | 11       |
| Grecia          | Pop + Rock                | 12       |
| Hungría         | Top 40 Album              | 14       |
| Japón           | Japan Albums Chart        | 28       |
| Países Bajos    | Dutch Top 100 Albums      | 95       |
| Portugal        | Top 50 Álbuns             | 5        |
| Reino Unido     | Rock & Metal Albums Chart | 18       |
| Suecia          | Sverigetopplistan         | 38       |
| Suiza           | Schweizer Hitparade       | 15       |

| País     | Lista (1996)         | Posición |
| -------- | -------------------- | -------- |
| Alemania | Media Control Charts | 55       |
| Francia  | French Albums Charts | 88       |

## Certificaciones
| País          | Organismo certificador | Certificación       | Ventas certificadas | Ref.   |
| ------------- | ---------------------- | ------------------- | ------------------- | ------ |
| Alemania      | BVMI                   | Oro                 | 250 000             | [ 68 ] |
| Corea del Sur | MIAK                   | Oro                 | 15 000              | [ 75 ] |
| Francia       | SNEP                   | Oro                 | 100 000             | [ 70 ] |
| Finlandia     | Musiikkituottajat      | Oro                 | 25 000              | [ 73 ] |
| Indonesia     | IFPI - Indonesia       | Platino             | 50 000              | [ 75 ] |
| Malasia       | RIM                    | 6x Séxtuple platino | 150 000             | [ 84 ] |
| Portugal      | AFP                    | Oro                 | 20 000              | [ 75 ] |
| Singapur      | RIAS                   | Oro                 | 7500                | [ 75 ] |
| Tailandia     | IFPI - Tailandia       | Platino             | 50 000              | [ 75 ] |

## Créditos
| - Klaus Meine: voz y coros - Rudolf Schenker: guitarra rítmica y líder, guitarra acústica de seis y doce cuerdas, EBow y coros - Matthias Jabs: guitarra líder y rítmica, guitarra acústica de seis y doce cuerdas, slide - Ralph Rieckermann: bajo Músicos invitados - Curt Cress: batería - Pitti Hecht: percusión - Luke Herzog y Koen van Bael: teclados | - Erwin Musper y Scorpions: producción - Keith Olsen y Scorpions: producción en pistas 1 y 7 - Erwin Musper: mezcla e ingeniería de sonido - Evelien Tjebbes: asistencia de ingeniería - Attie Bauw y Peter Kirkman: ingeniería adicional - George Marino: masterización - Mainartery: diseño y dirección de arte - Jo Mirowski: concepto de la portada - Gered Mankowitz: fotografía de la portada - Michael Comte: fotografías de la banda |

Fuente: Folleto de notas de Pure Instinct (edición europea)